# Alberticodes
Alberticodes là một chi bướm đêm thuộc họ Erebidae.